# Sparasion sublevite
Sparasion sublevite är en stekelart som beskrevs av Mikhail Vasilievich Kozlov och Kononova 1990. Sparasion sublevite ingår i släktet Sparasion och familjen Scelionidae. Inga underarter finns listade i Catalogue of Life.